# Placas de identificação de veículos na Suécia
Swedish license plate 2019.jpg

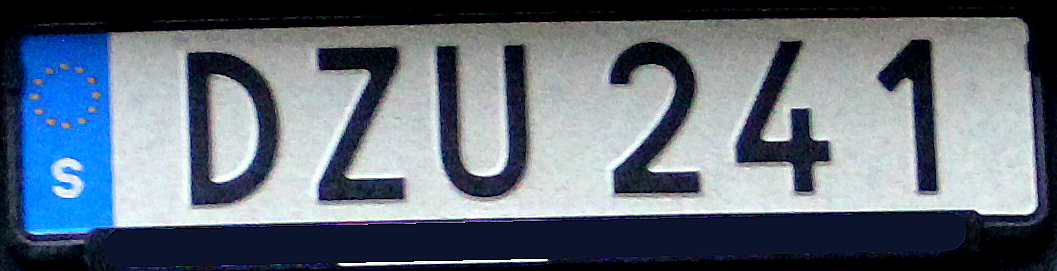
Placa de identificação de veículos na Suécia.

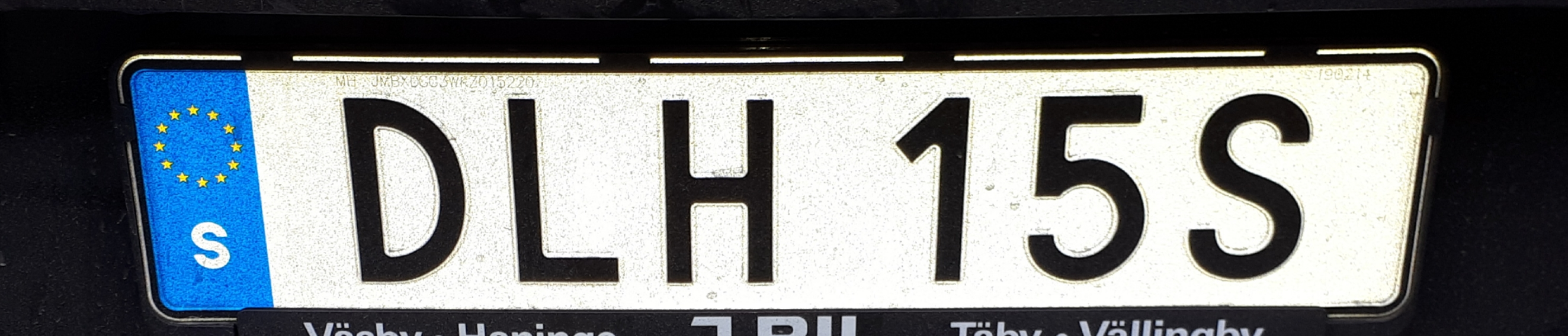
Placa de identificação de veículos na Suécia.

Faixa de identificação de veículos suecos na União Europeia.

As placas de identificação de veículos na Suécia possuem normalmente três letras e três números, sem conexão a uma localização geográfica. 
Incluem uma faixa de identificação da União Europeia com a letra S.
O último dígito indicava anteriormente o mês em que o veículo deveria ser sujeito a inspeção veicular (besiktning). 

Em 2019, foi modificada a fórmula das placas passando a poder ser usada uma letra no lugar do último algarismo, como por exemplo em "MBL 84A".